# Ланцендорф (Нижняя Австрия)
Ланцендорф (нем. Lanzendorf (Niederösterreich)) — коммуна (нем. Gemeinde) в Австрии, в федеральной земле Нижняя Австрия. 
Входит в состав округа Вена.  Население составляет 1581 человек (на 31 декабря 2005 года). Занимает площадь 4,54 км². Официальный код  —  32409.

## Политическая ситуация
Бургомистр коммуны — Петер Комарек (АНП) по результатам выборов 2005 года.
Совет представителей коммуны (нем. Gemeinderat) состоит из 19 мест.
- СДПА занимает 13 мест.
- АНП занимает 5 мест.
- Партия LAF занимает 1 место.